# Candace Owens
Candace Amber Owens Farmer (n. 29 aprilie 1989, White Plains, New York, SUA) este o scriitoare conservatoare, prezentatoare de talk-show, comentatoare și activistă americană. Deși inițial a criticat Partidul Republican și pe președintele Statelor Unite Donald Trump, Owens a devenit mai târziu cunoscută pentru activismul său pro-Trump⁠(d) și pentru criticile aduse mișcării Black Lives Matter și Partidului Democrat. Aceasta a lucrat pentru organizația conservatoare Turning Point USA⁠(d) între 2017 și 2019 în calitate de director de comunicare. În 2021, s-a alăturat companiei The Daily Wire⁠(d) unde este gazda emisiunii Candace, un podcast care dezbate subiecte politice.

## Biografie
Owens - împreună cu frații săi - a fost crescută în Stamford, Connecticut⁠(d) de bunicii lor de la vârsta de 11-12 ani după divorțul părinților săi. Aceasta a fost al treilea copil din cei patru ai familiei. Bunicul patern, Robert Owens, un afro-american, s-a născut în Carolina de Nord. Owens are și origini caraibe⁠(d) prin bunica sa care s-a născut în Saint Thomas⁠(d), Insulele Virgine Americane. Owens a absolvit cursurile liceului Stamford⁠(d).
Aceasta menționează că în perioada liceului a primit trei mesaje vocale cu conținut rasist în care era amenințată cu moartea⁠(d) de la colegii de sex masculin din clasă.   Joshua Starr, inspectorul școlar, a ascultat mesajele și a considerat conținutul lor drept „îngrozitor”. Familia lui Owens a dat în judecată Comisia școlară Stamford într-un tribunal federal unde au susținut că orașul nu i-a protejat drepturile. Aceștia au obținut în baza unei înțelegeri 37.500 de dolari în ianuarie 2008. Owens a susținut o prezentare pe acest subiect în cadrul unei conferințe TED.
Owens urma să obțină o licență în jurnalism în cadrul Universității din Rhode Island⁠(d), însă a renunțat la studii după primul an din cauza unei probleme legate de împrumutul studențesc⁠(d).
După abandonarea studiilor, aceasta a lucrat ca stagiar pentru revista Vogue din New York. În 2021, Owens s-a angajat ca asistent administrativ⁠(d) la o firmă cu capital privat⁠(d) în Manhattan, New York, iar mai târziu a devenit vicepreședintele administrației.